# 加藤暠
加藤 暠（かとう あきら、1941年 - 2016年12月26日）は、日本の相場師。1980年代に株投機（仕手筋）集団「誠備グループ」を率いて「兜町の風雲児」と呼ばれた。2003年には株式研究の会「泰山」を立ち上げ、業界に本格復帰。加藤が手掛ける銘柄は「k筋」「k銘柄」などと呼ばれ、晩年に至るまで強い影響力を持ち続けた。

## 経歴

### 生い立ち
広島県佐伯郡能美島（現：江田島市）能美町高田生まれ。3人兄弟の末弟で母は2歳の時亡くなる。父親も相場師で投機の失敗から一家は離散。加藤は3歳のとき、広島市内の親戚宅に預けられ、1945年4歳の夏に爆心地から2キロの舟入川口町（現：中区）で被爆する。しかし、瓦礫の中から救出された。
子供の頃から勉強はよくでき1957年、修道高等学校に進学。高級官吏になるのが夢だった。しかし原爆の後遺症か高校二年のとき喀血、肺結核の療養にその後4年を要した。当時の結核はまだ難病で、霊峰宮島を望む療養所での生活が、後年の宗教へ傾倒するきっかけになったのでは、と言われている。
療養後の1963年、21歳のとき山口県立岩国高等学校に編入。早稲田大学商学部をトップで合格し上京した。早大在学中は勉強とアルバイトに精を出したが、アルバイトで儲けた金でギャンブルにも夢中になった。

### 職歴
大学をトップクラス（ほぼ全優）で卒業したものの、4年の遅れは大きく一流企業に就職することはできなかった。この体験が、加藤の一流会社憎悪になって現れ、徒手空拳で生きることを決意させたという。岡三証券に就職し、父親と同様に「相場師」としてのキャリアをスタートさせる。しかし、支店長と喧嘩し数ヶ月で退職した。
この後、和光産業（不動産）、日本経営開発研究所（経営コンサルタント）、根本観光などを転々。根本観光のキャバレー・クインビー新宿中央口店の呼び込みもやり支配人にまで上り詰めるが、自己の目標とは違い退職。
その後、娯楽機器販売会社の社長などを務める青年実業家（当時29歳）の個人秘書となる。再び株の運用で高い実績を上げたが、この会社の社長の殺人（教唆）事件が発覚してこの会社を去った。殺し屋殺人事件として知られる「中日スタヂアム事件」のことである。しかし、あくまでこれは裏の顔で、加藤はそのことに全く気がつかなかった。ちなみに、この人物は1989年に死刑が確定した。
1973年、黒川木徳証券の歩合外交員として兜町に復帰。ここで説得力のある弁舌と、明晰な頭脳、また人間的魅力で顧客を獲得していった。特に総会屋を通じて、大企業の経営者、政治家に近づいたと言われる。1976年から1977年にかけてのヂーゼル機器（現:ボッシュ）株および岡本理研ゴム（現：オカモト）の仕手戦で、笹川良一の信頼を得てから、さらに力を付けたものらしい。このヂーゼル機器株の場合は、平和相互銀行系の資金のほかに自ら個人客も結集して株を買い集め、その名義を隠すために1976年10月、誠備投資顧問室の前身「日本橋信用」を発足させたとされる。玉置和郎と昵懇になりグループを結成したという説もある。1977年、「誠備」の前身ともいうべき、「ダイヤル・インベストメント・クラブ」を結成、銀座スポニチビルに事務所を開く。加藤はこれ以前、笹川グループや平和相銀グループなどの仕手株を扱う兜町の窓口的存在に過ぎなかったが、この事務所を開いて後、独立した仕手筋として兜町でのし上がっていく。1977年暮れ「ダイヤル・インベストメント・クラブ」を解散させ「誠備」として発足、あるいは1978年11月「誠備」として発足、1979年6月「誠備グループ」として名称変更。本拠は日本橋茅場町に置いた「誠備投資顧問室」であった。この後、加藤が有名になるにつれ、投資顧問会社という看板を掲げることが流行した。

### 逮捕
その後、官民共同の加藤包囲網により1981年2月16日、東京地検特捜部に逮捕され、所得税法違反で実刑判決を下されたが、東京地検の真の目的は、顧客名と黒幕を吐かすことであった。しかし加藤は断固として顧客名を明かさなかった。
出所後も業界に復帰する事となった。加藤の顧客は、大物政治家・大物経済人・大物ヤクザ・著名スポーツ選手・著名芸能人などがいたとされ、加藤が口を開けばみな失脚したであろう、と言われた。
2年半の間小菅の東京拘置所に収監されたが、1983年8月に保釈。1988年東京地裁で判決が下り、起訴事実の主要部分が退けられ、加藤側の実質無罪となった。

### 仕手
この後再び兜町に復帰。1989年、稲川会会長・石井進と組んで、「バブル期最後の戦い」といわれた、本州製紙（現・王子製紙）の仕手戦を仕掛けた。しかし、石井の病死などで加藤を支える人脈が崩壊、1990年にはバブルも崩壊し、株の熱気も一気に冷めた。さらに、証券大手と総会屋の癒着や証券大手と大蔵省との癒着問題が表面化し、関係者が次々逮捕・辞任し、一層株式市場は冷え込んだ。
その後は影を潜め、一時は「加藤は死亡したのでは」との噂も流れたが、1995年に「新しい風の会」を設立し、大仕手株として有名な兼松日産農林を手掛ける。95年3月の安値389円だった株が、空売りをしっかり引き込み個人や証券会社を巻き込んで、翌1996年7月31日には5,310円まで値上がりし、実に13倍以上にもなった。その後99年には、井筒屋（98年12月安値208円→99年7月高値1,380円）等を手掛けた。
一時糖尿病を患い車椅子生活だったといわれる。2003年には株式研究の会「泰山」を立ち上げて、証券界に本格復帰した。泰山とは道教の総本山がある中国の山の名。
2015年11月17日、加藤は旧大証一部上場の化学会社・新日本理化の株価を不正につり上げたとして、東京地検特捜部により金融商品取引法違反容疑の疑いで妻、長男（東京大学大学院数理科学研究科博士課程を修了し、当時は大阪大学で数理ファイナンスを専攻する助教であった）とともに逮捕された。逮捕容疑は2012年2月15日から3月2日にかけ、LEDを扱う同社の株式を大量に買い付けたなどとされる。このころ加藤は「般若の会」を主宰し、同会の運営するウェブサイト「時々の鐘の音」において2011年11月頃から「大相場になる雲行きを呈してきた銘柄がある」などと示唆していた。特捜部と証券取引等監視委員会は、同法159条「相場操縦」の他128条「風説の流布」の疑いでも捜査。2011年11月に200円台だった同社株は翌年3月には1297円まで上昇した。2015年12月に起訴され、2016年6月の初公判で加藤は無罪を主張。しかし判決を待たずに加藤が病没したため、公訴棄却となった。妻は不起訴処分となったが、長男は東京地方裁判所で懲役2年6ヶ月執行猶予4年罰金1000万円追徴金約26億6000万円の有罪判決を言い渡され、控訴するも棄却された。

### 病没
体調が優れず、2016年9月に保釈が認められて以降は入院を続けていたが、2016年12月26日、東京都内の病院で死亡。享年75。

## 人物
加藤は顧客の人望が厚く、医師・社長・政治家などの約800人の大口投資家を糾合し、投資家集団「誠備グループ」を結成した。誠備とは、中国（山東省）発祥の宗教「道院」（注：道院の慈善団体名は「世界紅卍字会」である）に由来する。誠備投資顧問室を中心とする誠備グループ全体の投入総資金量は500億円を下らないとみられ、全体で1億株、時価換算では1000億近いと推測された。
世界紅卍字会は笹川良一が当時代表を務める宗教団体であった。こことのつながりはヂーゼル機器の仕手戦がきっかけとなっている。当初、この株は平和相互銀行創業者の小宮山英蔵と組んで仕掛けてきたものだが、次第に売抜けが困難になり大量の現物株を抱え込む結果を招いてしまった。そこで、加藤はこの相場の敗戦処理に笹川を利用しようと画策することとなる。その際に、四国88箇所めぐりをするなどして笹川の信用を得ようとしたとされる。その甲斐あってか、最終的にヂーゼル機器株は、一旦は笹川の三男陽平の名義となり、笹川のような右翼の大物に株が握られることを警戒した企業側に引き取られることで、1980年（昭和55年）に終結が図られた。一説にいうと糸山英太郎を一躍有名人にした中山製鋼所の仕手戦で得た利益が、流れているといわれている。
1980年頃の活動は、小型株に投機する「兜町最強の仕手筋」として注目を集めていた。特に、株式市場を支配する四大証券（野村証券・日興証券・山一證券・大和証券）を目の敵にし、「個人投資家主体の市場へ変えよう」と力説。これら大証券の推奨株で損をした投資家の共感を呼び加藤崇拝者が増大、最盛期には会員が4000人を超えた。会員の大半は株の素人、不況続きで、誰もが一発当てることを考えていた。破天荒な新しい時代の相場師として、「兜町の風雲児」とマスコミも大いにはやし立てた。
特に、誠備グループが全力投入した「宮地鉄工所（現・宮地エンジニアリンググループ）の仕手戦」は有名であった。1979年12月から1980年秋にかけて、200円台だった同社の株価が急激に上昇、1980年8月下旬のピーク時には2950円の高値を付けた宮地鉄工株が上がるにつれ「誠備グループに入ると儲かる」という噂が広まり、急速に影響力を拡大していった。同社は、同グループにより発行済み株式の70％を買い占められ役員の派遣を受け会社乗っ取りに発展した。加藤は「株式の革命。資本家や大手証券にいじめられてきた弱小投資家の戦いだ」と豪語した。宮地鉄工所のほか、岡本理研ゴム、安藤建設、石井鉄工所、丸善、日立精機、不二家、西華産業、カルピス、ラサ工業など、加藤が手掛けた銘柄は、黒川木徳証券のマークが片仮名のキをマルで囲んだ形をしていたため、「マルキ銘柄」、「加藤銘柄」、「誠備銘柄」などと呼ばれ、どれも大きく値上がりし話題を呼んだ。加藤の影だけで相場が踊り、そのうち実際の加藤が手掛ける株が「ホンマルキ」、偽物は「ハナマルキ」という言葉も生まれた。1979年の所得は2億7000万円で日本橋税務署管内のトップに、1980年の所得は7億円を超えたと言われ、1981年は所得番付で全国37位、5億1619万円と発表された。しかし、暮らしは質素であり「車だけは仕事の都合でベンツを使っているが、若いうちは家は持たぬ」と話し住まいは2DKの賃貸マンションであった。
宗教にものめり込み、川崎大師や伊勢神宮、伏見稲荷や秩父の霊場には毎月、待乳山聖天にはほぼ毎日参拝した。四国八十八ヶ所にも度々を回った。この全ての寺に百万円の札束を御布施として置いたといわれる。伊勢神宮参拝も歴代首相も入れない一番奥まで参内を許されたという。またこの年世間を騒がせた「一億円拾得事件」のお金も加藤が落としたもの、と噂された。
体重100kgを大きく上回る巨漢であった。ただし、被爆や結核のせいか、大学卒業時まではガリガリにやせていた。
外交員時代は、誠備関連の顧客からの莫大な手数料収入で、月給1億円以上を受け取り、「日本一の高給取り」といわれていた。
一般に、加藤の仕手グループはネット掲示板などでは「k筋」と呼ばれている。加藤が手がけようとしている銘柄は「加藤銘柄」「泰山銘柄」「マルk」などと呼ばれる。

## 裏社会の顔
当然、各方面から相当の恨みも買い暴力団に事務所を荒らされることもあった。また人望のある仕手筋としての顔を持つ反面、裏社会を後ろ盾としたと言われており、テレビの特集のインタビューで「明日の朝には、私の首がその辺に転がっているかも知れない」とも述べるなど、政財界・裏社会などとの繋がりを匂わせている。「裏の社会は暴力団、表の世界は政治家と付き合わなければダメ。兜町で生きていくには力が必要なんだ」と話していたという。またこの頃、故郷能美島に加藤家の墓を建てるため帰郷した折には、防弾仕様の車で、屈強なボディガード付きだったという。

## 関連書籍
- 清水一行『擬制資本』- 誠備による「宮地鉄工所の買占め」を描いた小説